# Fernand Delort
Fernand Delort (Andernos Les Bain, 29 gennaio 1936 – 25 agosto, 2022 Ares) è stato un ciclista su strada francese, professionista dal 1960 al 1963.

## Carriera
Professionista dal 1960 al 1963, è stato in particolare compagno di squadra di Jacques Anquetil. Il suo risultato più significativo fu il terzo posto al Bretagne Classic Ouest-France, del 1963.

## Palmarès

### Strada
- 1960

Campionato di Guyenne
- 1961

Bordeaux-Saintes
- 1963

Bordeaux-Saintes